# Enschede
Enschede [ˈɛnsxədeː] város és alapfokú közigazgatási egység, azaz község (gemeente) Hollandia keleti részén, Németország határától mindössze 5 km-re. Overijssel tartomány legnagyobb városa, ipari központ. 1862-ben a város nagy része tűzvész martaléka lett. 1900 után rohamosan fejlődött, és az ország textilipari központjaként vált ismertté, mint a „holland Manchester”. Az 1960-as évektől más iparágak váltották fel a textilipart: sörgyártás, autógumi-gyártás, elektronikai ipar.
Lakosainak száma 159 732 fő (2021. január 1.).

## Háztartások száma
A település háztartásainak száma az elmúlt években az alábbi módon változott:
| Háztartások száma | 76 571 | 76 884 | 77 160 | 77 532 | 76 773 | 77 215 |
|                   | 2010   | 2011   | 2012   | 2013   | 2014   | 2015   |

## A város szülöttei
- Natasja Vermeer fotomodell, színésznő (1973)